# كارلو لاتانزيو
كارلو لاتانزيو (بالإسبانية: Carlo Lattanzio)‏ (25 يوليو 1997 بلابلاتا في الأرجنتين - ) هو لاعب كرة قدم أرجنتيني في مركز مهاجم ‏.

## روابط خارجية
- كارلو لاتانزيو على موقع قاعدة بيانات كرة القدم.إي يو (الإنجليزية)
- كارلو لاتانزيو على موقع Soccerway.com (الإنجليزية)